# Альфредо Девінченці
Альфредо Чіріако Девінченці (італ. Alfredo Ciríaco De Vincenzi, 9 червня 1907, Буенос-Айрес — дата смерті невідома) — аргентинський футболіст, що грав на позиції нападника, зокрема, за клуб «Амброзіана-Інтер», а також національну збірну Аргентини.

## Клубна кар'єра
Народився 9 червня 1907 року в місті Буенос-Айрес. Вихованець футбольної школи клубу «Естудіантіль Портеньйо». Дорослу футбольну кар'єру розпочав 1925 року в основній команді того ж клубу, в якій провів два сезони. 
Згодом з 1928 по 1934 рік грав у складі «Рівер Плейт», «Естудіантіль Портеньйо» та «Расинг» (Авельянеда).
Своєю грою за останню команду привернув увагу представників тренерського штабу клубу «Амброзіана-Інтер», до складу якого приєднався 1934 року. Відіграв за міланську команду наступні два сезони своєї ігрової кар'єри. Більшість часу, проведеного у складі «Амброзіани-Інтера», був основним гравцем атакувальної ланки команди. У складі «Амброзіани-Інтера» був одним з головних бомбардирів команди, маючи середню результативність на рівні 0,4 голу за гру першості.
Завершив професійну ігрову кар'єру у клубі «Сан-Лоренсо», за команду якого виступав протягом 1936—1938 років.

## Виступи за збірні
1931 року дебютував в офіційних матчах у складі національної збірної Аргентини. Протягом кар'єри у національній команді, яка тривала 4 роки, провів у її формі 8 матчів, забивши 1 гол.
У складі збірної Аргентини був учасником чемпіонату світу 1934 року в Італії, зігравши  проти Швеції (2-3) в якості капітана.